# Elodia ruficornis
Elodia ruficornis là một loài ruồi trong họ Tachinidae.